# Karosa Série 700
 (octobre 2011).
Si vous disposez d'ouvrages ou d'articles de référence ou si vous connaissez des sites web de qualité traitant du thème abordé ici, merci de compléter l'article en donnant les références utiles à sa vérifiabilité et en les liant à la section « Notes et références ».
La Série 700 est une série de plusieurs autobus et autocars de la marque tchèque Karosa. Elle fut produite entre 1981 à 1997 dans la ville de Vysoké Mýto en Tchécoslovaquie puis en République tchèque.
Cette série intègre des autobus urbains, autocars interurbains et tourisme.

## Historique

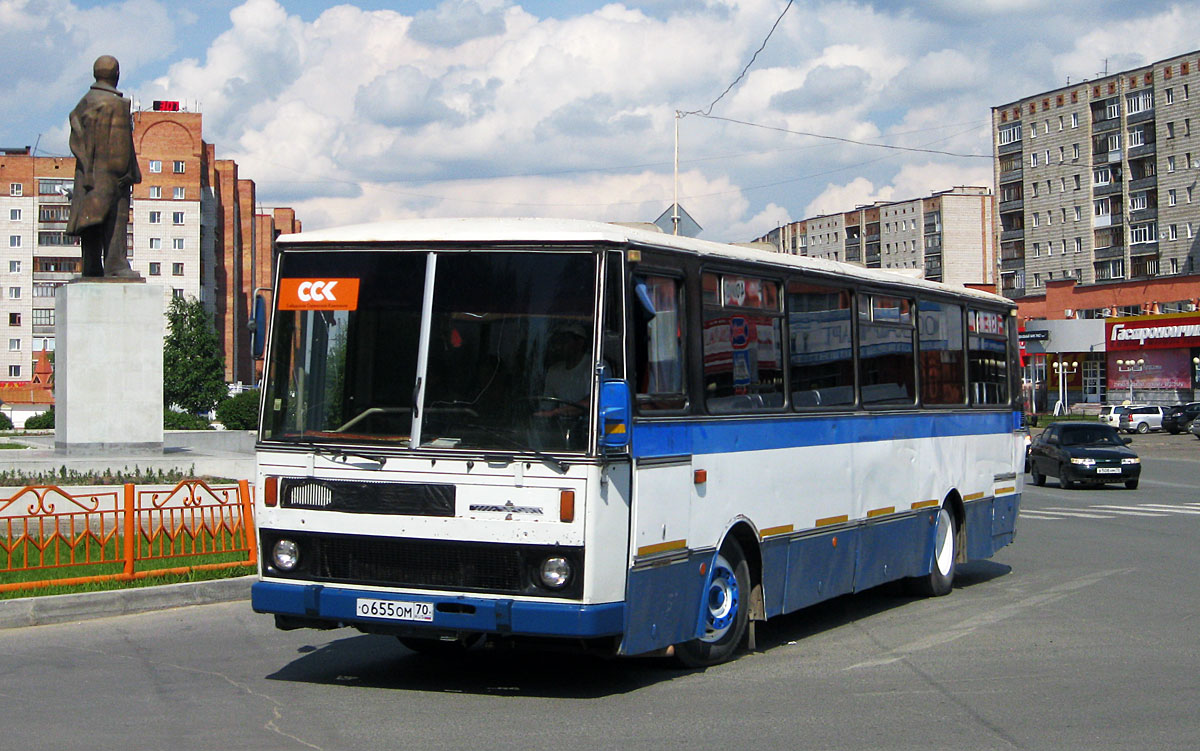
Karosa C 734

### Prototypes
Des véhicules fabriqués durant les années 70 étaient conçus pour des différents tests, basé sur la Série Š). Très peu d'exemplaires seront produits.
Le premier autocar de la Série 700 sera le C 733, produit de 1973 à 1974. Il sera remplacé par le prototype C 734 en 1975, qui sera commercialisé en 1981.

### Lancement
Le vrai lancement de la Série 700 sera en 1981 avec le C 734. Viendra ensuite les B 731/B 732.

## Les véhicules
Le premier et principal autobus représentant cette série est le Karosa C 734 (autocar scolaire et interurbain), suivi par les B 731 (bus de ville avec transmission automatique), le B 732 (bus de banlieue avec transmission manuelle), l'autocar C 735 et les autocars de tourisme LC 735 et LC 736.
Les autres véhicules construits ont également été les véhicules articulés C 744 (autocar interurbain) et B 741 (bus urbain). Dans le début des années 1990 ont ensuite développé des luxueux autocars avec un plancher surélevé, qui ont été identifiés comme Karosa LC 737 (alias HD 11) et LC 757 (HD 12). En 1996, des véhicules de la Série 700 seront remplacés par la Série 900.
Les véhicules ont été les plus vendus en Tchécoslovaquie/République tchèque et les autres pays des alentours.

### Désignation
- Lettre : elle désigne le type du véhicule : B = urbains et suburbains (autobus), C = interurbains (autocars), LC = distance (autocar de tourisme).
- Le premier chiffre : 7 = la succursale (la nomenclature de produits d'ingénierie) du bus.
- Le deuxième numéro : indique la longueur du véhicule : 3 = 11 m, 4 = 17 m, 5 = 12 m
- Troisième chiffre : 
  - Pour les véhicules B : il indique le type de boîte de vitesses : 1 = automatique, 2 = mécanique.
  - Pour les véhicules C : il indique le type de boîte de vitesses et le type du distance : 3 = régionales avec une transmission automatique, 4 = longue distance avec une transmission manuelle, 5 = longue distance avec une boîte manuelle et un plus grand espace bagages (ou les lignes pour les longs trajets)
  - Pour les véhicules LC : 5, 6 ou 7 degrés marqués de luxe (plus le nombre est grand, plus l'autocar est luxueux).

### Modèles

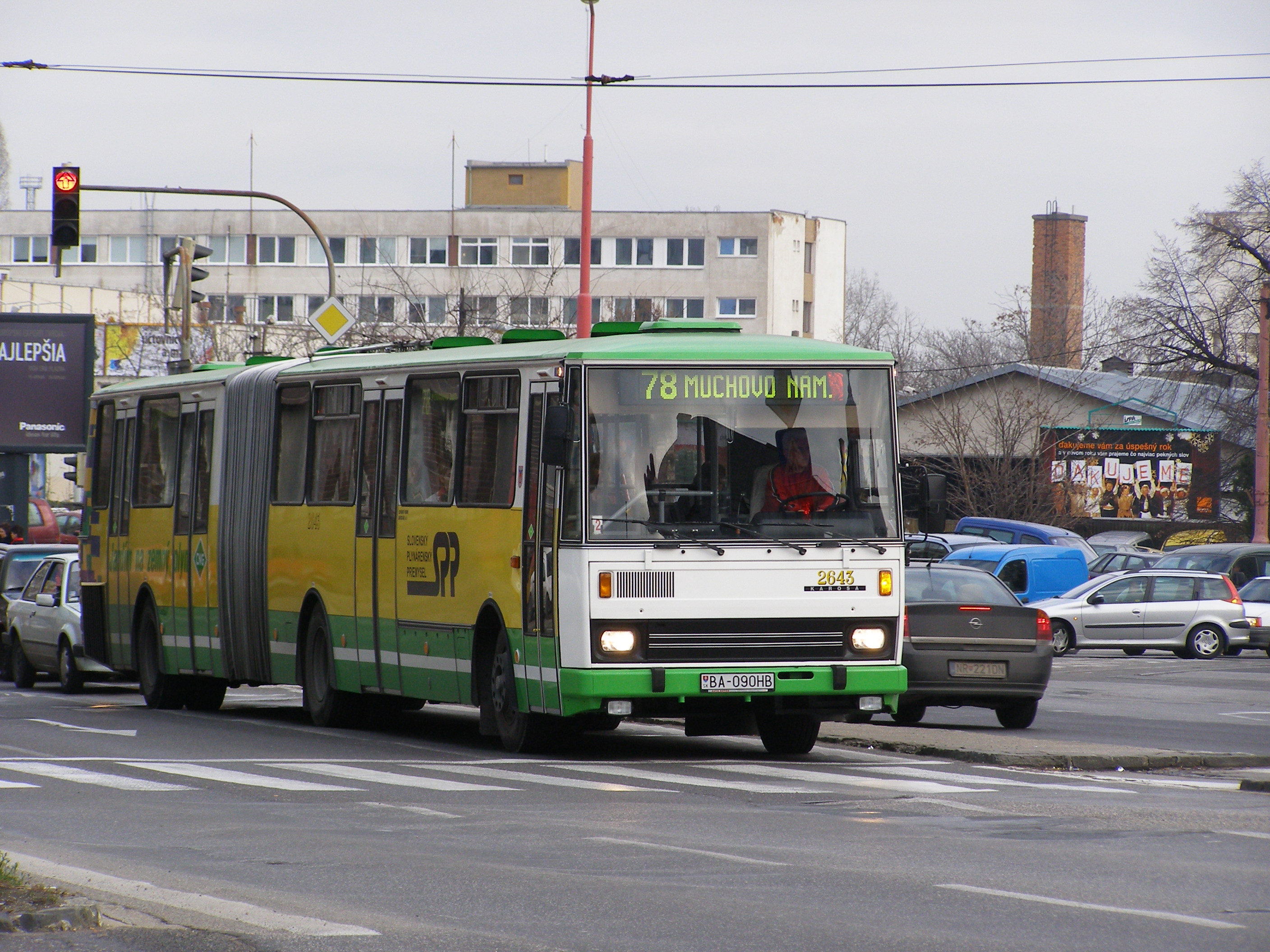
Karosa B 741

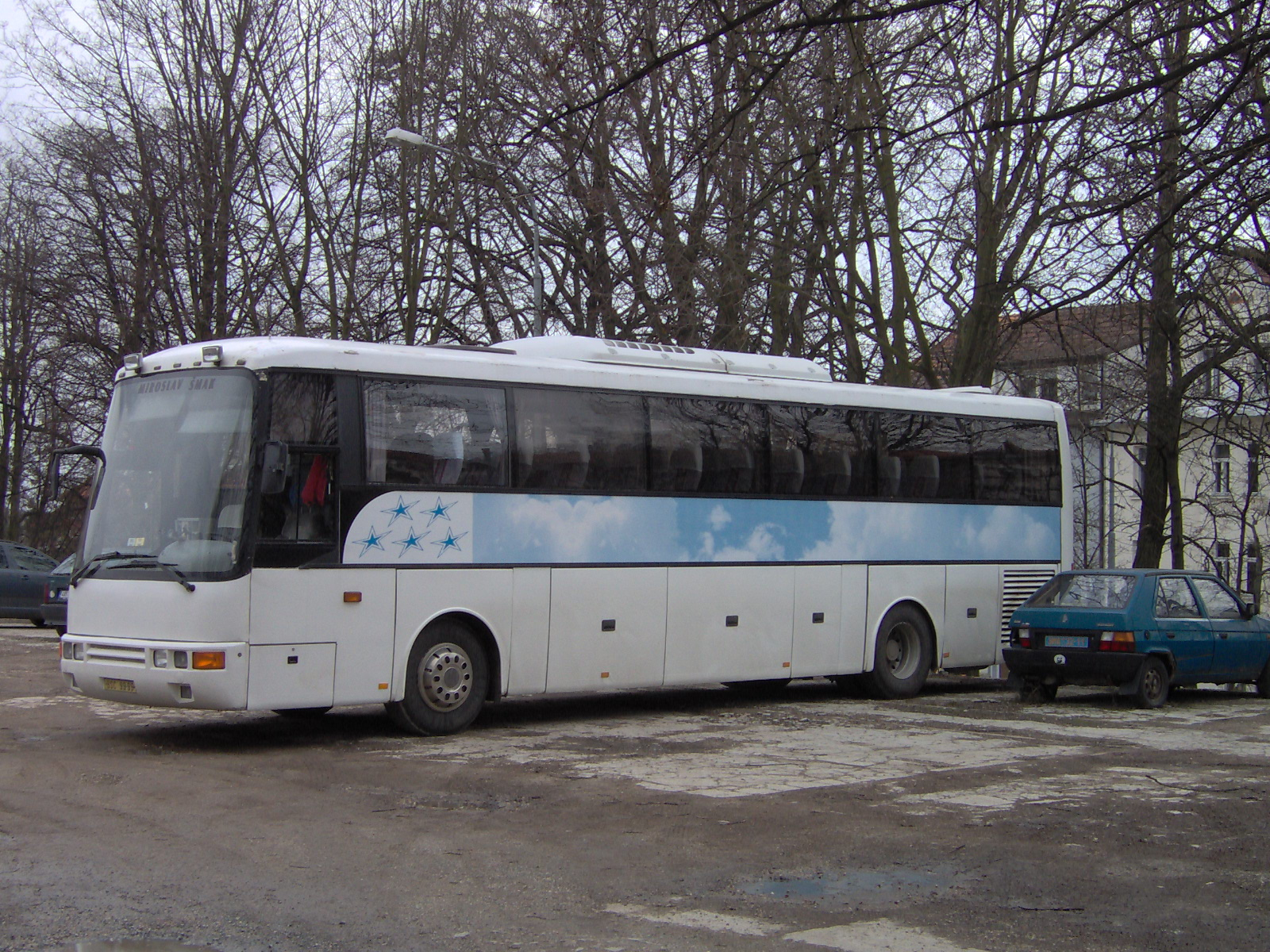
Karosa LC 757 (HD 12)

- Urbain
  - Karosa B 731
  - Karosa B 732
  - Karosa B 741

- Interurbain
  - Karosa C 734
  - Karosa C 735
  - Karosa C 744

- Tourisme
  - Karosa LC 735
  - Karosa LC 736
  - Karosa LC 737 (HD 11)
  - Karosa LC 757 (HD 12)

- Autre
  - Karosa C 733

### Série spéciale 700
Quelques bus de la série 700 ont été adaptés directement de la production à des fins spéciales. Il est intéressant de mentionner les bus pour le transport de prisonniers, véhicules pour la mesure des courses électriques ou un bus pour la bibliothèque de la ville de Prague. La production de ces bus a été prise en charge par l'atelier de développement d'abord, puis, depuis 1991, par un atelier sur mesure.
Quelques véhicules ont déjà été réalisés pour des clients dans un design spécial.

### Caractéristiques

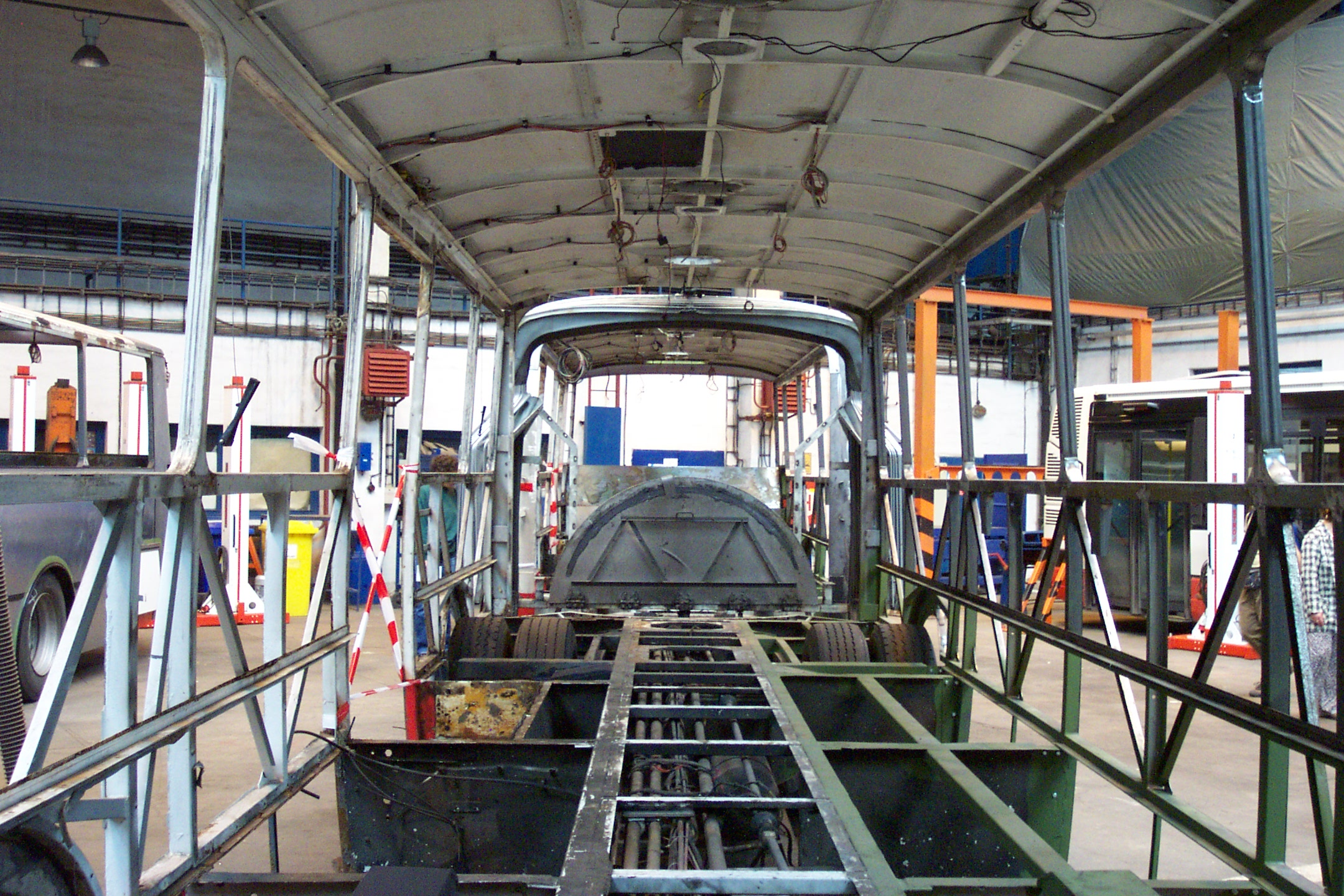
Châssis autoportants avec les ossature en tubes d'acier.

Comme son prédécesseur, la Série Š, les véhicules de la Série 700 ont été construits sur des châssis autoportants avec une ossature en tubes d'acier. La carrosserie est-elle assemblée par six panneaux séparés (le dessus du châssis, les côtés, le toit, les faces avant et arrière).